# 梁山站
梁山站位于中华人民共和国山东省济宁市梁山县杨营镇，是京九铁路的一座火车站，等级为三等站，距北京西站502公里，距常平站1813公里，本站及相邻上下行区间均为电气化区段。车站建于1996年，办理客运、货运业务。

## 历史
本站于1996年9月1日随京九线投入运营，站房站名由吴邦国题写。
2024年8月1日，因雄商高铁正线线位占压既有站房，本站将拆除旧站房，改建新站房。改造期间暂停办理客运业务。